# Truffandec
Le Truffandec est un esprit du Béarn (du béarnais truffar, « blaguer », « se moquer »). 
Il présente deux aspects : d'un côté, il s'agit d'un génie bienveillant du foyer comme il en existe dans toute l'Europe et au-delà (Bannik, Kikimora, etc.). Et d'un autre, on le considère comme un génie farceur, il chaparde dans les maisons, cachant les ustensiles de la maîtresse de maison. 
En particulier, il est tenu responsable des mauvaises fournées de pain. Il imiterait la voix du boulanger du village afin d'inciter les habitants à déposer leur pâte dans le four du village pas assez chaud, gâchant ainsi irrémédiablement la pâte. Pour prévenir cet incident fâcheux, les ménagères récitaient la veille une prière conjuratoire : A la boutz soule de Pan-Coque / Moun Diu, hètz-me bous desbelha / Que Trufandèc que-s biengue esbrigalha / Lou nas sus ma porte, si ey toque (à la voix seule de Pan-Coque, Mon Dieu, réveillez-moi, que Truffandec vienne s'écraser le nez sur ma porte, s'il y touche). Pan-Coque était le surnom du mitron. Quand elle pétrissait son pain, elle récitait encore une formule commençant par Trufandèc, taa gran traydou, / D'autes cops t'arridou de you... (Truffandec, si grand trompeur, d'autres fois tu t'es moqué de moi...).